# Sardische Sprache
Die sardische Sprache (sardisch: limba sarda [ˈlimba ˈzaɾda] / lingua sarda [ˈliŋɡwa ˈzaɾda]), das Sardische (sardisch: sardu [ˈsaɾdu]), ist eine romanische Sprache, die von ca. 1–1,3 Millionen Einwohnern der Mittelmeerinsel Sardinien gesprochen wird. Im Vergleich mit dem Italienischen und den anderen romanischen Sprachen hat Sardisch verhältnismäßig viele phonetische Elemente des Lateinischen bewahrt. Auch katalanische und spanische (kastilische) Einflüsse finden sich im Sardischen. Nach einer gängigen Einteilung der Romania wird Sardisch aufgrund seiner Mittelposition zwischen beiden Sprachgruppen weder zu den westromanischen noch zu den ostromanischen Sprachen gerechnet, sondern bildet einen eigenen Zweig der romanischen Sprachen.
Sardisch wird von der UNESCO als eine vom Aussterben bedrohte Sprache eingestuft.
Die romanische sardische Sprache ist nicht mit der vorrömischen, nicht-indogermanischen paläo-sardischen Sprache zu verwechseln, die im Altertum ausgestorben ist.
Auf Sardinien werden weitere romanische Sprachen gesprochen, insbesondere Korsisch an der Nordküste der Insel (schätzungsweise 100.000 Sprecher).

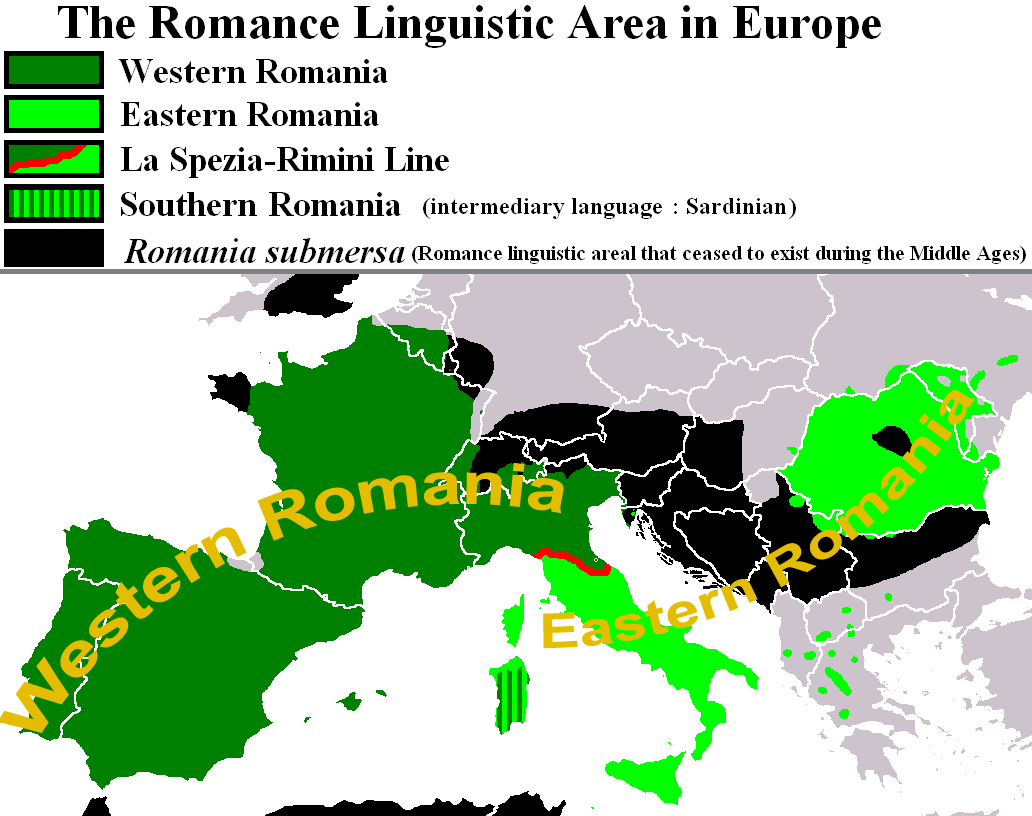
Einteilung des romanischen Sprachraums in Europa und Nordafrika nach Walther von Wartburg (1950): Westromania in Dunkelgrün (Galizisch-Portugiesisch, Spanisch, Katalanisch, Okzitanisch, Französisch, Galloitalisch, Rätoromanisch); Ostromania in Hellgrün (Italienisch, Korsisch, Rumänisch); im Mittelalter untergegangene Bereiche in Schwarz; in der Mitte, gestreift, Südromanisch (Sardisch). Die sogenannte Spezia-Rimini-Linie (rot) in Mittelitalien teilt zwischen west- und ostromanischen Dialekten

## Schriftsprache
Eine für alle sardischen Varietäten gültige gemeinsame Schriftsprache, die Limba sarda comuna (LSC), wurde 2006 experimentell eingeführt; der erste Text in LSC ist das Statut der autonomen Region Sardinien, das am 7. März 2007 ratifiziert wurde; siehe auch unten unter Geschichte.

## Dialekte

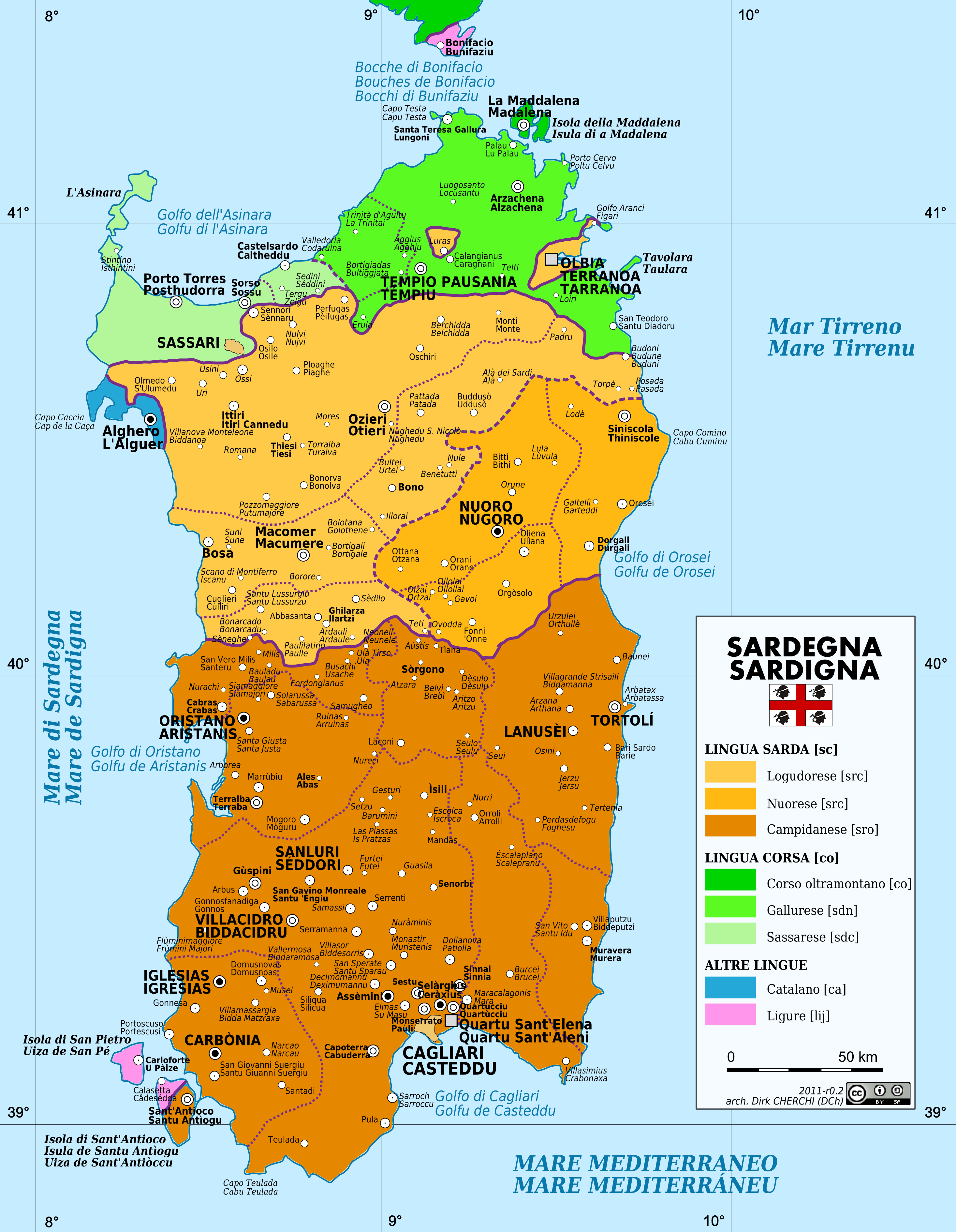
Verbreitung der Dialekte des Sardischen (in Ockertönen). Außerdem: Korsisch in Grün, Katalanisch in Blau, Ligurisch in Rosa

Die Hauptdialekte des Sardischen sind:
- Logudoresisch oder Sardu Logudorèsu[3] (Nord- und Zentral-Sardinien);
- Nuoresisch oder Sardu Nugorèsu (Zentral-Ost-Sardinien), oft als Untervarietät des logudoresischen Dialekts betrachtet;
- Campidanesisch oder Sardu Campidanèsu (Süd-Sardinien).

## Grammatik
Besonders auffällig ist im Sardischen der bestimmte Artikel: Im Unterschied zu den anderen romanischen Sprachen mit Ausnahme des Mallorquinischen geht dieser nicht auf das lateinische Demonstrativpronomen ille, illa, illud (z. B. italienisch il/lo, la, französisch le, la, spanisch el, la) und die jeweiligen Pluralformen zurück, sondern leitet sich von lat. ipse, ipsv(m), ipsa(m) etc. her: Im Singular lauten die sardischen bestimmten Artikel su (mask. sing.), sa (fem. sing), im Plural sos (mask. pl.) und sas (fem. pl.) im Logudoresischen, im Campidanesischen is für beide Genera.
Wie etwa im Spanischen und Rumänischen wird das direkte Objekt mit einer Präposition markiert (sogenannter präpositionaler Akkusativ): deo bìdo a Maria („ich sehe Maria“ (wörtlich: ich sehe zu Maria)).
Das Sardische bildet wie die westromanischen Sprachen den Plural auf -s, beispielsweise sa domo > sas domos; su cane > sos canes.

### Konjugation

#### a-Konjugation (Beispielwort: furare „stehlen“)
| Indikativ         | Indikativ         | Singular            | Singular           | Singular           | Plural                | Plural               | Plural               |
| Indikativ         | Indikativ         | 1.                  | 2.                 | 3.                 | 1.                    | 2.                   | 3.                   |
| ----------------- | ----------------- | ------------------- | ------------------ | ------------------ | --------------------- | -------------------- | -------------------- |
| Aktiv             | Präsens           | furo                | furas              | furat              | furamus               | furades              | furant               |
| Aktiv             | Imperfekt         | furaia              | furaias            | furaiat            | furaìamus             | furaiais             | furaiant             |
| Aktiv             | Futur I           | apo a furare        | as a furare        | at a furare        | amus a furare         | ais a furare         | ant a furare         |
| Aktiv             | Perfekt           | soe furadu          | ses furadu         | est furadu         | semus furados         | seis furados         | sunt furados         |
| Aktiv             | Plusquamperfekt   | fio furadu          | fias furadu        | fit furadu         | fìmus furados         | fizis furados        | fint furados         |
| Aktiv             | Futur II          | apo a essere furadu | as a essere furadu | at a essere furadu | amus a essere furados | ais a essere furados | ant a essere furados |
| Konjunktiv        | Konjunktiv        | Singular            | Singular           | Singular           | Plural                | Plural               | Plural               |
| Konjunktiv        | Konjunktiv        | 1.                  | 2.                 | 3.                 | 1.                    | 2.                   | 3.                   |
| Aktiv             | Präsens           | fure                | fures              | furet              | furemus               | fureis               | furent               |
| Aktiv             | Imperfekt         | furere              | fureres            | fureret            | fureremus             | furereis             | furerent             |
| Aktiv             | Perfekt           | sia furadu          | sias furadu        | siet furadu        | semus furados         | sieis furados        | siant furados        |
| Aktiv             | Plusquamperfekt   | fiat furadu         | fis(tis) furadu    | fit furadu         | fìmus furados         | fizis furados        | fint furados         |
| Konditionalis     | Konditionalis     | Singular            | Singular           | Singular           | Plural                | Plural               | Plural               |
| Konditionalis     | Konditionalis     | 1.                  | 2.                 | 3.                 | 1.                    | 2.                   | 3.                   |
| Aktiv             | Präsens           | dia furare          | dias furare        | diat furare        | diamus furare         | dieis furare         | diant a furare       |
| Aktiv             | Perfekt           | dia essere furadu   | dias essere furadu | diat essere furadu | diamus essere furados | dieis essere furados | diant essere furados |
| Imperativ         | Imperativ         | Singular            | Singular           | Singular           | Plural                | Plural               | Plural               |
| Imperativ         | Imperativ         | 1.                  | 2.                 | 3.                 | 1.                    | 2.                   | 3.                   |
| Aktiv             | Präsens           | —                   | fura               | furet              | furamus               | furade               | furent               |
| Non-finite Formen | Non-finite Formen | Aktiv               | Aktiv              | Aktiv              | Passiv                | Passiv               | Passiv               |
| Non-finite Formen | Non-finite Formen | Präsens             | Perfekt            | Futur              | Präsens               | Perfekt              | Futur                |
| Infinitive        | Infinitive        | furare              | essere furadu      | —                  | —                     | —                    | —                    |
| Partizipien       | Partizipien       | furende             | essende furadu     | —                  | —                     | furadu               | —                    |

## Phonetik und Phonologie
Charakteristisch ist der weitestgehende Erhalt des regionalen vulgärlateinischen Vokalsystems, v. a. im Logudoresischen und Nuoresischen (im Campidanesischen nur in betonter Stellung, in unbetonter Position ist eine Reduktion auf -a, -i, -u zu beobachten, ähnlich wie im Sizilianischen).
In den logudoresischen und nuoresischen Dialekten bleiben die lateinischen intervokalischen Plosive (p, t, k) weitestgehend intakt, vor allem der Erhalt der lateinischen velaren Aussprache von -C- (/k/) fällt auf: z. B. lat. centu(m) (sprich: /kentu/) '100' > logudoresisch kentu (vgl. italienisch cento, französisch cent). Dieser Archaismus findet sich sonst nur im ausgestorbenen Dalmatischen.
Besonderheiten des Sardischen sind außerdem die Metaphonie (Umlaut), die Epithese („Nachklappvokal“: Wenn ein Wort bzw. Satz auf Konsonant endet, wird der vorherige Vokal wiederholt: z. B. sas domos – sprich: /sar oder sal domoso/) sowie die Existenz des (nur in der Geminate auftretenden) Retroflex-Konsonanten [ɖɖ], der graphisch meist mit -dd-, -ḍḍ- oder -ddh- wiedergegeben wird.
|                 | Vorne | Zentral | Hinten |
| --------------- | ----- | ------- | ------ |
| Geschlossen     | i     |         | u      |
| Halbgeschlossen | e     |         | o      |
| Halboffen       | ɛ     |         | ɔ      |
| Offen           |       | ä       |        |

|             | Bilabial | Bilabial | Labiodental | Labiodental | Dental | Dental | Alveolar | Alveolar | Postalveolar | Postalveolar | Retroflex | Retroflex | Palatal | Velar | Velar |
| ----------- | -------- | -------- | ----------- | ----------- | ------ | ------ | -------- | -------- | ------------ | ------------ | --------- | --------- | ------- | ----- | ----- |
| Nasal       | m        | m        |             |             |        |        | n        | n        |              |              | ɳ         | ɳ         |         |       |       |
| Plosiv      | p        | b        |             |             |        |        | t        | d        |              |              | ɖ         | ɖ         |         | k     | g     |
| Affrikate   |          |          |             |             |        |        | ʦ        | ʣ        |              | ʤ            |           |           |         |       |       |
| Frikativ    | β        | β        | f           | v           |        | ð      | s        | z        |              |              |           |           |         |       | ɣ     |
| Approximant |          |          |             |             |        |        |          |          |              |              |           |           | j       |       |       |
| Flap        |          |          |             |             |        |        | ⁠ɾ⁠        | ⁠ɾ⁠        |              |              |           |           |         |       |       |
| Vibrant     |          |          |             |             |        |        | ⁠r⁠        | ⁠r⁠        |              |              |           |           |         |       |       |
| Lateral     |          |          |             |             |        |        | l        | l        |              |              |           |           |         |       |       |

### Lautverschiebungen vom Lateinischen hin zum Sardischen
| Lautverschiebung | Beispiel         | Beispiel               | Beispiel               | Beispiel               | Beispiel               | Beispiel      |
| Lautverschiebung | Lateinisch       | Vulgärlatein (2. Jhd.) | Vulgärlatein (4. Jhd.) | Vulgärlatein (6. Jhd.) | Vulgärlatein (7. Jhd.) | Sardisch      |
| ---------------- | ---------------- | ---------------------- | ---------------------- | ---------------------- | ---------------------- | ------------- |
| [w] → [v] → [b]  | vīnum [ˈwiː.nũː] | vinu [ˈvi.nu]          | vinu [ˈvi.nu]          | vinu [ˈvi.nu]          | vinu [ˈvi.nu]          | binu [ˈbi.nu] |
| [p] → [b] → [β]  | caput [ˈkä.pʊt]  | capu [ˈkä.pʊ]          | capu [ˈkä.pu]          | capu [ˈkä.pu]          | cabu [ˈkä.bu]          | cabu [ˈkä.βu] |
| [kʷ] → [p] → [b] | aqua [ˈä.kʷä]    | aqua [ˈä.kʷä]          | aqua [ˈä.kʷä]          | apa [ˈä.pä]            | aba [ˈä.bä]            | abba [ˈä.bä]  |
| [t] → [d] → [ð]  | rota [ˈrɔ.tä]    | rota [ˈrɔ.tä]          | rota [ˈrɔ.tä]          | rota [ˈrɔ.tä]          | roda [ˈrɔ.dä]          | roda [ˈɾɔ.ðä] |

## Geschichte
Die geografische Isolation Sardiniens vom europäischen Festland förderte die Entwicklung einer romanischen Sprache, die Spuren einheimischer vorrömischer Sprache(n) bewahrt hat. Es wird angenommen, dass die Sprache substratale Einflüsse aus dem Paläo-Sardischen hat, das einige Wissenschaftler mit dem Baskisch und Etruskisch in Verbindung gebracht haben. Adstratale Einflüsse sind katalanisch, spanisch (kastilisch) und italienisch.

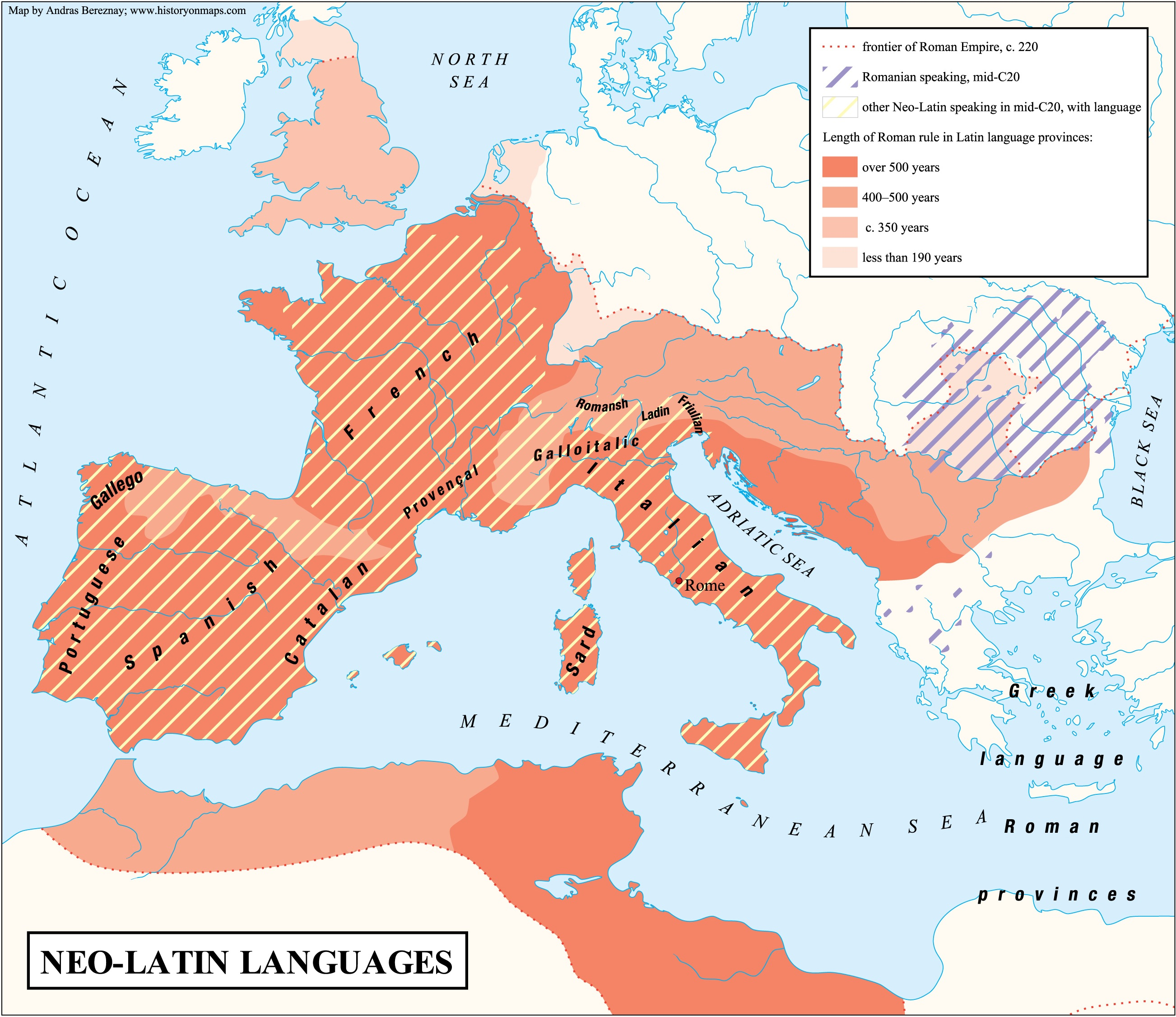
Ausbreitung des lateinischen Sprachraums (rot). Die Farbtöne geben die Dauer der römischen Herrschaft in Jahren an (dunkelrot ca. 500, mittelrot 400–500, hellrot ca. 350, blassrot weniger als 190). In schwarzen Lettern: Namen von aus Latein entstandenen Volkssprachen (Provenzalisch steht hier für Okzitanisch). Rechts die griechischsprachigen römischen Provinzen, im Norden germanische Gebiete. Dunkellila gestreift: Rumänisch im 20. Jahrhundert

### Die Zeit der sardischen Judikate
Sardisch war die erste romanische Volkssprache, die im Mittelalter einen offiziellen Status errang. Sie wurde in vier Judikaten verwendet, ehemaligen byzantinischen Bezirken, die zu unabhängigen politischen Einheiten geworden waren, nachdem die arabische Expansion im Mittelmeerraum die Verbindung der Insel zu Byzanz unterbrochen hatte. Eine der ältesten auf Sardisch erhaltenen Dokumente, die sogenannte Carta Volgare, stammt aus dem Judikat von Cagliari und wurde um 1070 von Torchitorius I. de Lacon-Gunale in griechischer Schrift ausgestellt.
Das Sardisch dieser Periode wies eine größere Anzahl von Archaismen und Latinismen als das heutige Sardisch auf. Während ältere Dokumente die Existenz einer frühen sardischen Koine belegen, weist die Sprache der Judikate bereits eine gewisse dialektale Differenzierung auf. Eine Sonderstellung nahm das Judikat von Arborea ein, dem letzten sardischen Königreich, das an fremde Mächte fiel, in dem ein Übergangsdialekt, das Mittelsardische (sardu de mesania), gesprochen wurde. Die Carta de Logu des Königreichs Arborea, eine der ersten Verfassungswerke der Geschichte, 1355–1376 von Marianus IV. und der Königin (judikessa auf Sardisch, jutgessa auf Katalanisch, giudicessa auf Italienisch) Eleonora von Arborea verfasst, wurde in dieser Übergangsvarietät des Sardischen geschrieben und blieb bis 1827 in Kraft. Es wird vermutet, dass die Arboräer versuchten, die sardischen Dialekte zu vereinheitlichen, als Zeichen ihres Anspruchs, die legitimen Herrscher einer die gesamte Insel umfassenden republica sardisca zu sein.
Dante Alighieri schrieb 1302/1305 in seinem Essay De vulgari eloquentia, dass die Sarden keine Italiener (Latii) seien, keine eigene lingua vulgaris besäßen und stattdessen Latein nachahmten. In dem populären Vers aus Raimbaut de Vaqueiras’ Gedicht Domna, tant vos ai preiada aus dem 12. Jahrhundert verkörpert das Sardische zusammen mit nicht-romanischen Sprachen wie Deutsch und Berberisch das Bild der fremdartigen Sprache schlechthin, indem es die Frau des Troubadours sagen lässt: „No t'entend plui d'un Todesco / Sardesco o Barbarì“ („Ich verstehe dich nicht mehr als einen Deutschen / Sarden oder Berber“). Der toskanische Dichter Fazio degli Uberti bezeichnet die Sarden in seinem Gedicht Dittamondo als „gente che niuno non la intende / né essi sanno quel ch'altri pispiglia“, d. h. als ein Volk, das niemand versteht und das nicht zur Kenntnis nimmt, was andere Völker sagen. Der muslimische Geograph Muhammad al-Idrisi, der in Palermo am Hofe von König Roger II. wirkte, schrieb in seiner Tabula Rogeriana, dass „Sardinien groß, gebirgig, schlecht mit Wasser versorgt, zweihundertachtzig Meilen lang und einhundertachtzig lang von West nach Ost ist. [...] Die Sarden sind römische Afrikaner wie die Berber; sie scheuen den Kontakt mit allen anderen Römern und sind ein zielstrebiges und tapferes Volk, das die Waffen nie verlässt.“ Tatsächlich wurde das Sardische als den lateinischen Dialekten, die einst von den christlichen Berbern in Nordafrika gesprochen wurden, recht ähnlich empfunden, was die Theorie begründet, dass das Vulgärlatein sowohl in Afrika als auch in Sardinien viele Parallelismen aufwies. J. N. Adams ist der Meinung, dass Ähnlichkeiten in bestimmten Wörtern wie acina (Traube), pala (Schulterblatt) oder auch spanu(s) (hellrot) im afrikanischen Latein und dem Sardischen beweisen könnten, dass es einen großen gemeinsamen Wortschatz des Sardischen und des nordafrikanischen Latein gegeben habe.
Die Literatur aus dieser Zeit besteht neben der Carta de Logu vor allem aus juristischen Dokumenten. Das erste Dokument, das sardische Elemente enthält, ist eine von Barisone I. von Torres unterzeichnete Schenkung an die Abtei von Montecassino aus dem Jahr 1063. Weitere Dokumente sind die Carta Volgare (1070–1080) in Campidanesisch, das logudoresische Privileg von 1080, die Schenkung von Torchitorio von 1089 (in den Archiven von Marseille gelagert), die in Campidanesisch verfasste Marsellaise-Karte von 1190–1206 und ein Briefwechsel von 1173 zwischen dem Bischof Bernardo von Civita und Benedetto, der den Dombau in Pisa beaufsichtigte. Die Statuten von Sassari (1316) und Castelgenovese (um 1334) sind in Logudoresisch verfasst.

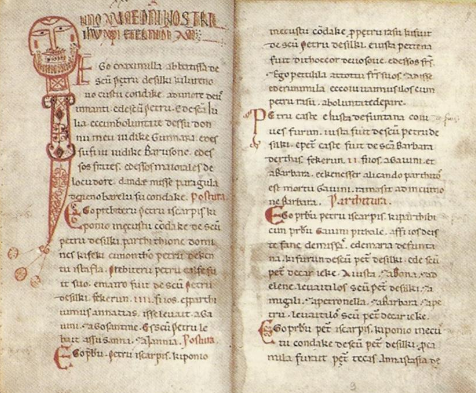
Die condaghe vom Heiligen Petrus von Silki (1065–1180), geschrieben in sardischer Sprache.

### Unter spanischer Herrschaft
Die Belehnung Sardiniens im Jahr 1297 durch Papst Bonifatius VIII. führte zur Gründung des aragonesischen Königreiches von Sardinien und einer langen Phase des Krieges zwischen Aragonesen und Sarden, die mit dem aragonesischen Sieg bei Sanluri 1409 und dem Verzicht auf jegliches Erbrecht durch Wilhelm II. von Narbonne im Jahr 1420 endete. Während dieser Zeit übernahm der sardische Klerus das Katalanische als Hauptsprache, doch blieb Sardisch in offiziellen Akten weiterhin präsent (die Carta de Logu wurde 1421 vom Parlament auf den größten Teil der Insel ausgedehnt). In Übereinstimmung mit Faras De rebus Sardois stellte der sardische Anwalt Sigismondo Arquer fest, dass die sardische Sprache im größten Teil des Königreiches vorherrsche, insbesondere im ländlichen Hinterland, und dass Katalanisch und Spanisch in den Städten gesprochen werde, wo sich die herrschende Klasse sowohl in der einheimischen als auch in den iberischen Sprachen auszudrücken verstehe. So bildet die Stadt Alghero noch heute eine katalanischsprachige Enklave auf Sardinien.
Der Krieg und Pestepidemien wirkten sich verheerend auf die Insel aus und entvölkerten sie zum Teil. Korsen begannen sich an der nördlichen Küste Sardiniens anzusiedeln, was zur Entstehung der südkorsischen Dialekte Sassaresisch und Galluresisch führte.
Obwohl Katalanisch auf der Insel weit verbreitet war, sind schriftliche Aufzeichnungen über das Sardische erhalten, die es als gebräuchliche Sprache der Sarden ausweisen. Ein derartiges Dokument ist Sa Vitta et sa Morte, et Passione de sanctu Gavinu, Brothu et Ianuariu von Antòni Canu (1400–1476) aus dem Jahr 1557.
Das 16. Jahrhundert ist von einem Aufleben des sardischen Schrifttums gekennzeichnet: Rimas Spirituales von Hieronimu Araolla zielte darauf ab, „das Sardische, unsere Sprache, zu verherrlichen und zu bereichern“, wie es französische und italienische Dichter bereits in Bezug auf ihre Sprachen, etwa in La Deffense et illustration de la langue françoyse und Il Dialogo delle lingue, getan hatten.
Durch die Heirat von Isabella I. von Kastilien und Ferdinand II. von Aragon im Jahr 1469 und die Neuordnung der spanischen Monarchie 1624 unter der Führung des Herzogs von Olivares wurde Sardinien in den weiteren spanischen Kulturkreis eingegliedert. Statt Katalanisch wurde nun das kastilische Spanisch als führende Kultursprache angenommen und setzte sich in der herrschenden Klasse Sardiniens als bevorzugtes Kommunikationsmittel durch; das Spanische übte einen tiefgreifenden Einfluss auf das Sardische aus, vor allem in Bezeichnungen, die Stile und kulturelle Moden der Habsburgermonarchie betrafen. Die meisten sardischen Autoren schrieben bis ins 19. Jahrhundert sowohl auf Spanisch als auch auf Sardisch wie etwa Vicente Bacallar y Sanna, der auch einer der Gründer der Real Academia Española war. Eine bemerkenswerte Ausnahme stellte Pedro Delitala (1550–1590) dar, der sich entschied, auf Italienisch zu schreiben. Dennoch behielt die sardische Sprache einen Großteil ihrer Bedeutung und wurde von den Spaniern respektiert, da sie den ethnischen Kode bildete, den die Menschen im größten Teil des sardischen Königreichs, vor allem im Landesinneren, weiterhin verwendeten.
Neben Spanisch, Katalanisch und Portugiesisch war Sardisch eine der Amtssprachen, deren Kenntnis erforderlich war, um Offizier in den spanischen tercios zu werden.
Ioan Matheu Garipa, ein Priester aus Orgosolo, der 1627 das italienische Leggendario delle Sante Vergini e Martiri di Gesù Cristo ins Sardische übersetzte (Legendariu de Santas Virgines, et Martires de Iesu Christu), war der erste Autor, der das Sardische als den nächsten lebenden Verwandten des klassischen Lateins bezeichnete und, wie Araolla vor ihm, das Sardische als die Sprache einer spezifischen ethno-nationalen Gemeinschaft schätzte.

### Unter der Herrschaft des Hauses Savoyen

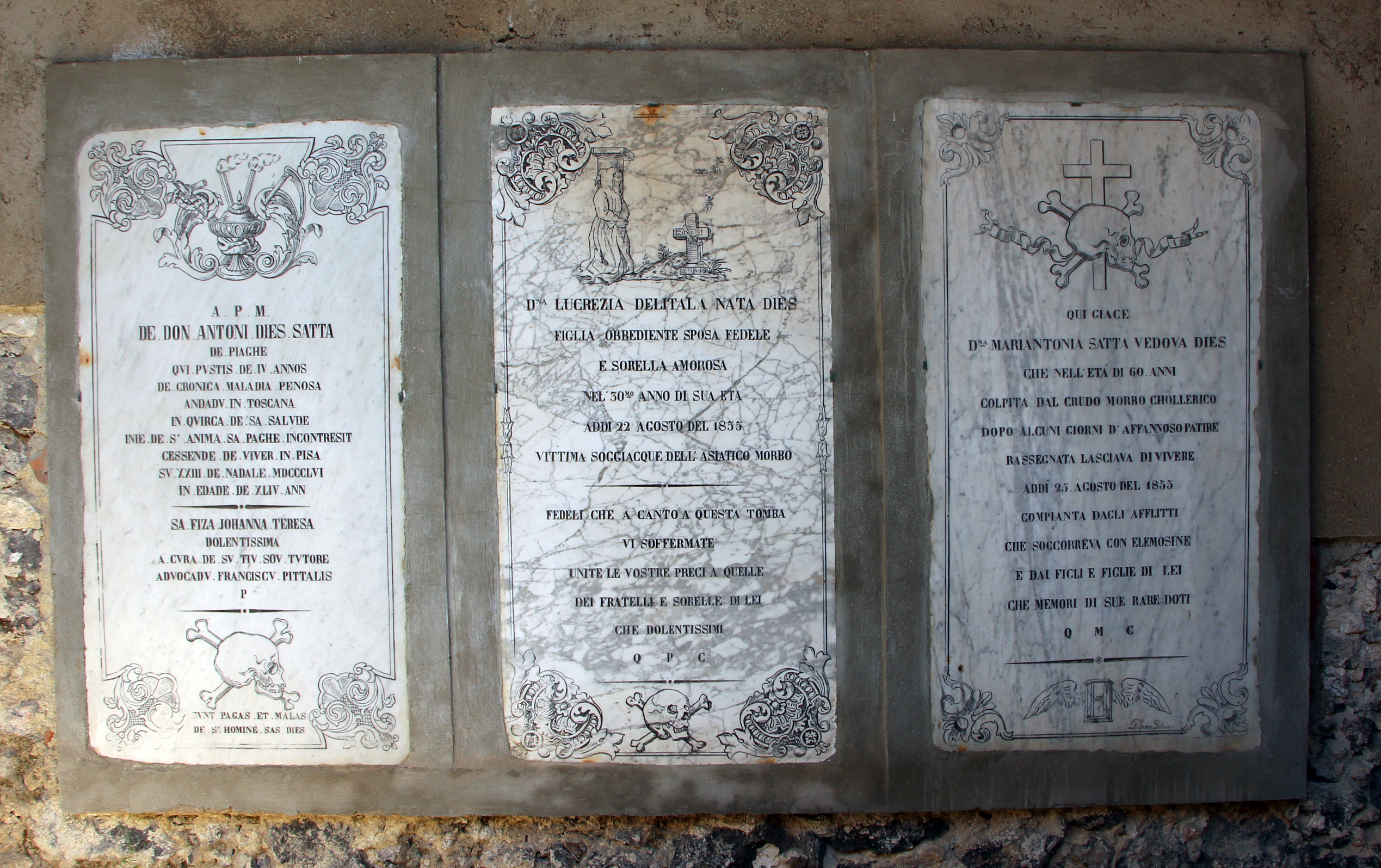
Drei Grabsteine aus der zweiten Hälfte des 19. Jahrhunderts auf dem historischen Friedhof von Ploaghe (Logudoro), wobei insgesamt 39 Grabsteine Schriften in sardischer und 3 in italienischer Sprache aufweisen, was auch den Prozess des Sprachwechsels illustriert

Infolge des spanischen Erbfolgekrieges gehörte Sardinien nach dem Frieden von Utrecht und dem Rastatter Frieden kurze Zeit zu Österreich. Doch entsandte Spanien im Jahr 1717 eine Flotte nach Cagliari, um die Insel erneut zu besetzen. Danach fiel Sardinien an das Haus Savoyen, das es im Tausch für Sizilien erhielt. Dennoch bewahrte Sardinien noch lange seinen spanischen Charakter, und erst 1767 wurden die aragonesischen und kastilischen Hoheitszeichen durch das Savoyer Kreuz ersetzt.
Die vorsichtige Haltung der Savoyer gegenüber den Sarden wurde des Weiteren 1726 und 1728 offenbar, als der König bekräftigte, auf Sardinien weder den Gebrauch des Sardischen noch den des Spanischen unterbinden zu wollen, obwohl auf dem Festland längst Italienisch die übliche Amtssprache war. Dass die Savoyer unsicher waren, wie mit dem als fremd empfundenen kulturellen Milieu Sardiniens umzugehen sei, bezeugt der 1726 von der piemontesischen Verwaltung in Auftrag gegebene Bericht über Wege zur Einführung des Italienischen im Königreich Sardinien, Memoria dei mezzi che si propongono per introdurre l’uso della lingua italiana in questo Regno, auf den der Jesuit Antonio Falletti aus Barolo antwortete, die beste Methode zur Italianisierung der Insel sei es, „ignotam linguam per notam exponere“, eine unbekannte Sprache (Italienisch) durch eine bekannte (Spanisch) einzuführen.
Viele Intellektuelle verfassten Essays über Status und Beschaffenheit der sardischen Sprache, so der Philologe Matteo Madau, der Sardisch zur Nationalsprache der Insel erklärte, und Giovanni Spano, der die logudoresische Variante als offizielle und Literatursprache Sardiniens empfahl, ähnlich dem Toskanischen, das als Sprache Italiens anerkannt worden sei.
Unterdessen entschied die Regierung Piemonts, das zu den Kernlanden des Hauses Savoyen zählte, im Juli 1760, Italienisch als Amtssprache durchzusetzen. Aus strategischen Erwägungen hatten die Savoyer beschlossen, Sardinien spanischen Einflüssen zu entziehen und es kulturell an Piemont und das übrige Italien anzugleichen. Die 1847 beschiedene Fusione Perfetta, die „vollendete Verschmelzung“, sah die Aufhebung der verbliebenen autonomen Rechte Sardiniens vor und markierte den Moment, in dem „die Sprache der ‚sardischen Nation‘ ihren Wert als Instrument zur ethnischen Identifizierung eines bestimmten Volkes und seiner Kultur verlor, um kodifiziert und gehegt zu werden, und stattdessen zu einem der vielen regionalen Dialekte wurde, die der Nationalsprache untergeordnet waren“. Trotz der Assimilationspolitik blieb die Hymne des Königreiches von Sardinien der Hymnu Sardu (auch Cunservet Deus su Re genannt), dessen Text sardisch ist.
Nach dem Ausbruch des Ersten Weltkriegs gründete die italienische Armee am 1. März 1915 die Sassari-Infanterie-Brigade, für die ausschließlich Sarden rekrutiert wurden. Sie ist die einzige italienische Infanteriebrigade, die eine eigene Hymne in einer regionalen Sprache besitzt.
Unter der Herrschaft des Faschismus waren alle nicht-italienischen Sprachen verboten. Im Alltag der Insel dominierte dennoch weiterhin das Sardische, doch wurden viele sardische Familiennamen italianisiert. Das Singen der sardischsprachigen Hymne, Cunservet Deus su Re, war eine der wenigen Möglichkeiten, die Regionalsprache offiziell zu verwenden, da sie zur Tradition der königlichen Familie gehörte. Die Kirche verhängte eine strikte Blockade gegen die sogenannten muttos, eine Form improvisierter sardischer Hirtenpoesie, die oft auch politische Botschaften enthielt.

## Aktuelle Situation

Ethno-linguistische Gruppen, die 1999 von Italien als „historische sprachliche Minderheiten“ anerkannt wurden

Häufigkeit der Verwendung von Regional- und Minderheitensprachen in Italien (ISTAT, 2015)

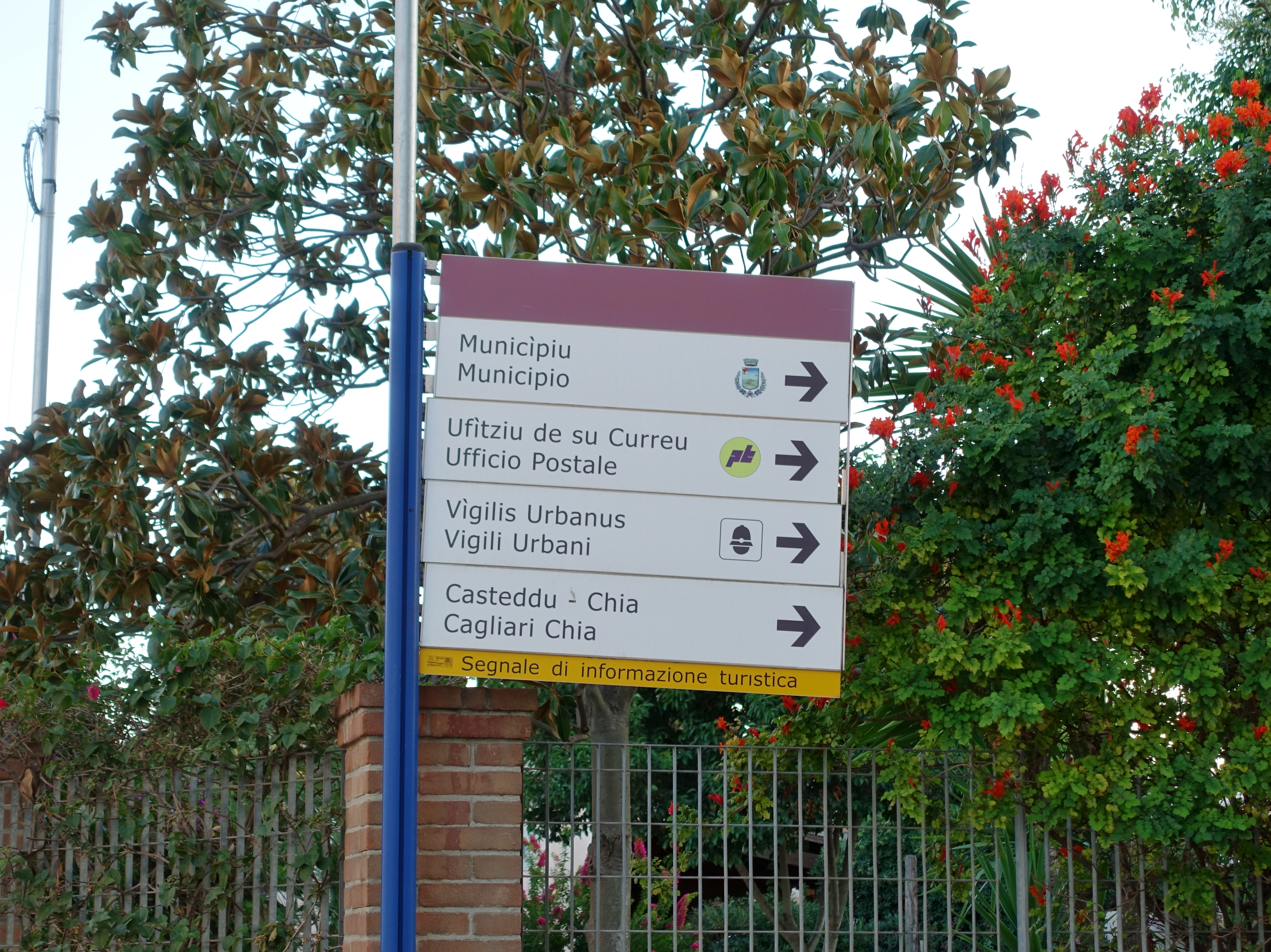
Zweisprachiges Hinweisschild (sardisch/italienisch) in Pula

Durch ein Regionalgesetz von 1997 und ein Gesetz der Italienischen Republik von 1999 wurde das Sardische als Minderheitensprache anerkannt. Eine Gleichstellung mit dem Italienischen, wie im Falle des Deutschen in Südtirol und des Französischen im Aostatal, wurde bisher nicht erreicht.
Das Gesetz 482 aus dem Jahr 1999 nennt das Sardische neben Albanisch, Katalanisch, Deutsch, Griechisch, Slowenisch, Kroatisch, Französisch, Frankoprovenzalisch, Friulanisch, Ladinisch und Okzitanisch als eine der Sprachen Italiens. Dennoch scheint es schwer, seine tatsächliche Anerkennung im politischen Leben zu erreichen, da es trotz seiner Definition als eigenständige Sprache durch die Wissenschaft außerhalb Sardiniens oft irrtümlich als Dialekt des Italienischen wahrgenommen wird.
Obwohl es verschiedene Kampagnen gab, um die sardische Sprache mit der italienischen gleichzustellen, und obwohl das Sardische für die Bevölkerung der Insel ein wichtiger identitätsstiftender Faktor ist, zeigt die aktuelle soziolinguistische Situation Sardiniens ein Schwinden der sardischen Sprachkompetenz bei Kindern und Jugendlichen. Dies hat verschiedene Ursachen, vor allem politische und sozioökonomische wie die Entvölkerung des überwiegend sardischsprachigen Inselinnern und gleichzeitige Urbanisierung an der Küsten, die italienische Assimilationspolitik gegenüber den Minderheitensprachen, Einwanderung von der italienischen Halbinsel und kontroverse Debatten über die Standardisierung der sardischen Schriftsprache. Viele Sarden vor allem in den Städten geben ihre sardische Muttersprache nicht mehr nachhaltig an die jüngere Generation weiter. 
Die UNESCO klassifiziert Sardisch als „definitely endangered“, eindeutig gefährdete Sprache, da „viele Kinder die Sprache erlernen, aber sie nicht mehr sprechen, wenn sie im Schulalter sind“. Nach einigen Berichten sprechen nur 13 Prozent der sardischen Kinder fließend und regelmäßig Sardisch, und die meisten leben in den Dörfern des Goceano, der Barbagia und der Baronia, den einzigen verbliebenen Hochburgen der sardischen Sprache. Der Rest der Insel ist weitgehend italianisiert. Im öffentlichen Leben herrscht fast überall das Italienische vor, z. B. kann in Schulen Sardisch nicht als Unterrichtssprache verwendet werden, da die Bildung nicht in den Zuständigkeitsbereich der Region Sardinien fällt, sondern vom italienischen Staat verwaltet wird. Auch manche Linguisten sind unter Berücksichtigung der Situation in einigen Dörfern im Logudoro, wo es nur noch italienischsprachige Kinder gibt, überzeugt, dass Sardisch mit den älteren Generationen aussterben werde.
Ein gescheiterter Gesetzentwurf der Regierung Monti sah sogar vor, den ohnehin geringen Schutz, den das Sardische und weitere Sprachen in Italien genießen, durch die Bevorzugung von Sprachen, die durch internationale Abkommen geschützt sind (Deutsch, Slowenisch, Französisch, Ladinisch), gegenüber solchen, die keinen fremden Staat betreffen, zu verringern. Der Entwurf löste heftige Kritik in intellektuellen und politischen Kreisen Sardiniens aus, und im Jahr 2013 forderten einige Schüler, ihre Abiturprüfung auf Sardisch ablegen zu dürfen, was die Frage nach der Sprache in den sardischen Schulen auf sozialer und politischer Ebene erneut aufgeworfen hat.
Während die Zukunft des Sardischen ungewiss scheint, beherrschen inzwischen viele jüngere Sarden einen im Sprachkontakt von Italienisch und Sardisch entstanden Dialekt des Italienischen, der zuweilen verächtlich als italianu porcheddinu bezeichnet wird.